# Никольский, Григорий Борисович
 Григорий Борисович Никольский  (1785—1844) — заслуженный профессор, декан физико-математического факультета и ректор Императорского Казанского университета (1820—1823).

## Биография
Родился 11 (22) ноября 1785 года в Судогодском округе Владимирского наместничества, в семье дьякона. Учился во Владимирской духовной семинарии (1793—1803). Затем поступил в Главный педагогический институт, по окончании которого 20 мая 1808 года, с отличными успехами в математике, он был определён в Казанский университет, — под особое руководство профессора Бартельса. Через три года, 23 марта 1811 года, он был утверждён адъюнктом математических наук, а ещё спустя три года, 26 марта 1814 года — экстраординарным профессором. С 15 июня 1816 года преподавал прикладную математику, а 28 сентября 1817 года утверждён ординарным профессором по кафедре прикладной математики.
С 16 марта 1819 года по 19 июня 1820 года он исполнял должность директора Казанской гимназии и, одновременно, с 21 августа 1819 года по 5 марта 1820 года — секретаря университетского совета. В мае 1820 года ему объявлена, в числе других лиц, благодарность попечителя Магницкого за содействие делу обновление университета, а 5 июня 1820 года он был избран и 1 августа утверждён, ректором Казанского университета. За увольнением директора университета Владимирского, исправлял эту должность с 11 сентября 1822 года по 9 мая 1823 года. Невзирая на свой отказ, 5 мая 1823 года вновь избран ректором, но из предложения попечителя от 1 июня сделалось известным, что ректором назначен профессор Фукс, Никольский же директором университета. 12 августа 1824 года уволен от должности директора университета, по прошению но исправлял её до прибытия к должности его преемника Вишневского.
С 15 января по 24 мая 1826 года вновь исправлял должность директора. В 1825—1827 гг. выполнял поручение по проверке расходов по строительным и другим суммам университета. С 9 сентября 1826 председатель строительного комитета университета. В 1829—1836 гг неоднократно, исполнял должность ректора. С 19 июня 1827 года по июль 1828 года нес обязанности декана физико-математического факультета и с 4 июня 1830 года по 25 мая 1839 года. Уволен из университета 25 мая 1839 года, с званием заслуженного профессора и с оставлением членом университетского строительного комитета. 10 июня 1839 года единогласно избран почетным членом университета. Скончался в Казани 11 мая 1844 года.

## Труды
- Слово о пользе математики. — Казань 1816.
- Слово о достоинстве и важности воспитания и просвещения, основанных на вере христианской. — Казань 1821.
- Краткая историческая записка по Казанскому университету и его учебному округу с 5 июля 1821-го по 5-е июля 1822 года. — Казань 1822. — 115, [1] с.